# Mastitis
Mastitis (borstontsteking, uierontsteking of melkklierontsteking) is een ontsteking van de melkklier (borst) die veroorzaakt kan worden door een steriele ontstekingsreactie van het lichaam op de druk van zich ophopende melk of door verschillende soorten pathogene bacteriën.

## Mastitis bij mensen
Borstontsteking komt vooral bij vrouwen in de eerste weken na de bevalling of later in de periode van borstvoeding voor (puerperale mastitis). Ze treft ook andere personen (non-puerperale mastitis): soms vrouwen, die niet borstvoeding geven, en zeer zelden mannen of kinderen. Puerperale mastitis is uiterst pijnlijk. Het wordt vaak veroorzaakt door een verstopt melkkanaaltje in de borst, bijvoorbeeld als gevolg van een beschadiging van de tepel (bijvoorbeeld een melkblaar of korstje) of door knellende kleding of kou. Het kan ook komen doordat er plotseling fors minder gedronken wordt dan in de periode ervoor, bijvoorbeeld als een baby plotseling 's nachts lang doorslaapt. Ook kan het voorkomen dat de aanlegtechniek niet optimaal is en dat daardoor de doorstroom belemmerd wordt. In al deze gevallen hoopt zich melk op in de borst, hetgeen leidt tot een harde plek. Laten drinken (of eventueel kolven) is nodig om de overtollige melk kwijt te kunnen en de borstontsteking te bestrijden. Het is zaak de harde plek goed warm te maken voor het voeden, middels bijvoorbeeld een warme douche of kruik en het kind vaak te laten drinken. Ook voorzichtig masseren in de richting van de tepel tijdens het voeden kan helpen. Een harde plek kan leiden tot een ontsteking, met hevige pijn, roodheid, een gezwollen borst, koorts en/of misselijkheid. Er kan bij deze klachten sprake zijn van een steriele ontstekingsreactie (op de grote druk van de melk op het borstweefsel) of een echte infectie als gevolg van een bacterie. Een vuistregel is dat als de klachten na veelvuldig aanleggen niet binnen 24 uur verdwijnen de huisarts een antibioticum voorschrijft. Daarnaast is rust noodzakelijk. Zonder ingrijpen bestaat het gevaar op een borstabces. Het acuut stoppen van de borstvoeding tijdens een borstontsteking is zeer gevaarlijk en kan de klachten verergeren. Bij gebruik van de juiste medicijnen kan het kind gewoon aan de borst blijven drinken.
Bij diverse borstvoedingsproblemen, kunnen ook een lactatiekundige of een contactpersoon van een van de borstvoedings- vrijwilligers-organisaties de moeder goed helpen.

## Mastitis bij dieren
Ook bij dieren komt de aandoening voor.
Bij melkvee is mastitis een vaak voorkomende ziekte met een aanzienlijke economische impact.
Het resulteert in een vermindering van de melkproductie en in een verandering van de melksamenstelling. Ook het aantal somatische cellen in de melk stijgt.
De hoeveelheid lactose en chloride zijn positief met elkaar gecorreleerd. Dit is het gevolg van de activiteit van de uier, die de melk isotoon houdt. Als de productie van lactose verhinderd is door een ontstoken uier, zal deze meer chloriden afgeven aan de melk. Dit fenomeen kan gebruikt worden om mastitis te detecteren. Het getal van Koestler ({\displaystyle =100*{\tfrac {\%chloriden}{\%lactose}}}) is een betrouwbare parameter om normale melk van mastitis melk te onderscheiden. Bij gewone melk is dit 1,5-3,0; bij mastitis melk bedraagt het meer dan 3.

## Oorzaak
Mastitis wordt veroorzaakt door verschillende soorten bacteriën (Escherichia coli, Streptococcus uberis, Staphylococcus aureus, Streptococcus dysgalactiae en Klebsiella). Er zijn twee verschillende soorten mastitis: klinische en subklinische mastitis. Klinische mastitis is zichtbaar voor het blote oog en is te herkennen aan afwijkende melk, meestal ook aan zwelling en pijn aan de uier en soms koorts. Subklinische mastitis is niet zichtbaar voor het blote oog. Er zijn geen afwijkingen aan melk of uier zichtbaar en de koe vertoont ook geen ziekteverschijnselen. Het celgetal is echter wel (sterk) verhoogd, evenals de geleidbaarheid van de melk.